# Четиризъби миноги
Четиризъбите миноги (Tetrapleurodon) са род ранни безчелюстни риби от семейство Миногови (Petromyzontidae).

## Видове
- Tetrapleurodon geminis
- Tetrapleurodon spadiceus